# Hole in My Heart (All the Way to China)
"Hole in My Heart (All the Way to China)" é uma canção gravada pela cantora Cyndi Lauper para seu filme Vibes de 1988. Ela foi escrita por Richard Orange, anteriormente da banda Zider Zee.

## Lp Single
1. "Hole in My Heart (All the Way to China)" (Richard Orange)
2. "Boy Blue" (Recorded live at the Zenith) (Jeff Bova, Lauper, Stephen Broughton Lunt)
3. "Maybe He'll Know" (Lauper, John Turi)

## Desempenho nas paradas musicais
| Parada musical (1988)                        | Posição |
| -------------------------------------------- | ------- |
| Estados Unidos - Billboard Hot 100           | 54      |
| Estados Unidos - Cash Box Top 100 Singles    | 51      |
| Estados Unidos - Billboard ARC Weekly Top 40 | 36      |
| Austrália - ARIA Charts                      | 8       |
| Itália - Italian Singles Chart               | 40      |
| Nova Zelândia - RIANZ                        | 8       |
| Suíça - Schweizer Hitparade                  | 13      |

### Charts de fim de ano
| Country   | Chart             | Ranking |
| --------- | ----------------- | ------- |
| Australia | Kent Music Report | 89      |